# Annibale Bugnini
Annibale Bugnini, C.M. (14 de junio de 1912-3 de julio de 1982) fue un obispo y diplomático católico.
Durante la década de 1960 trabajó como secretario del Consilium, la comisión que trabajó en la reforma de la liturgia católica que siguió al Concilio Vaticano II. Tanto los defensores como los críticos de los cambios realizados en la liturgia lo consideran uno de los artífices de esa reforma. Fue más tarde representante del papa en Irán. También estuvo bajo fuertes sospechas de estar vinculado a la Francmasonería, las que persisten hasta el día de hoy.

## Biografía
Annibale Bugnini nació en Civitella del Lago (Umbria, Italia). En 1928 empezó sus estudios teológicos en la Congregación de la Misión y fue ordenado sacerdote el 26 de julio de 1936.
Hizo su doctorado en Teología en la Universidad Pontificia Santo Tomás de Aquino en 1938 con una disertación titulada "De liturgia eiusque momento in Concilio Tridentino". En 1947 Bugnini fue editor de "Ephemerides Liturgicæ", una revista dedicada a la reforma litúrgica.
Cuando Bugnini fue nombrado director del periódico litúrgico de  Ephemerides Liturgicae, dispuso de una plataforma desde la cual “difundir sus ideas para una reforma litúrgica”. 
Bugnini encargó una encuesta sobre necesidades y propuestas litúrgicas. La encuesta respondía al deseo de Bugnini de “rejuvenecer la liturgia, ‘deshaciéndose’ de superestructuras que la aprisionaban desde hacía siglos”. 
Bugnini quería “racionalizar el aparato litúrgico y adaptarlo de forma más realista a las necesidades concretas del clero y de los fieles en las cambiantes condiciones de nuestros días”. Una vez más, las palabras que Bugnini utilizaba para describir la liturgia (“superestructuras”, “aparato”, “cambiantes condiciones de nuestros días”) revelan una cierta mentalidad.

## Experimentos litúrgicos
Como joven sacerdote, Bugnini fue un innovador litúrgico. Experimentó con la misa dialogada, algo que ya se había hecho relativamente común y que era visto con buenos ojos por las autoridades eclesiásticas. 
La misa dialogada (o rezada) consistía en que “los fieles dijesen las ‘respuestas y oraciones’ que antes decían los monaguillos”. Pero Bugnini fue más lejos, haciendo que “la asamblea rezase en voz alta una especie de paráfrasis del texto de la misa”, lo cual no estaba permitido.

Las palabras de Bugnini sobre sus experimentos revelan una forma de pensar que acabaría dominando la reforma litúrgica: 
“La asamblea ‘inerte y muda’ se había transformado en una asamblea viva y orante”.

## Visión sobre la liturgia
Bugnini consideraba que la participación activa –que algunos preferirían describir como participación real– equivalía a acciones verbales o, como mínimo, se expresaba principalmente a través de ellas: hablar y responder. 
Esta idea de la participación no la entiende como un fenómeno fundamentalmente interior (en virtud del cual el fiel profundiza en el misterio de la Encarnación, Muerte y Resurrección de Cristo, que se hace presente en la liturgia), sino más bien como algo que se manifiesta por medio de acciones y manifestaciones externas, traduciéndose en una praxis superficial del culto litúrgico.

## Reforma litúrgica
El 28 de mayo de 1948 el Papa Pio XII hizo a Bugnini secretario de la Comisión para la Reforma Litúrgica que revisó la Vigilia Pascual en 1951 y revisó las ceremonias para el resto de la Semana Santa en 1955. En ese mismo año la comisión hizo cambios en las rúbricas de la misa y del Oficio Divino, suprimiendo muchas octavas y vigilias, y aboliendo las Primeras Vísperas de muchas fiestas.
La comisión siguió con la reforma del Código de Rúbricas en 1960 que llevó a nuevas ediciones del Breviario de 1961 y el Misal Romano de 1962.

## Concilio Vaticano II
El 25 de enero de 1959 el Papa Juan XXIII convocó el Concilio Vaticano II. En 6 de junio de 1960, Bugnini fue nombrado como secretario para la preparación de la Pontificia comisión de Liturgia. 

El 21 de octubre de 1962 fue nombrado para la comisión Conciliar para la Sagrada Liturgia como experto, cargo inferior al de secretario. Al mismo tiempo, Bugnini fue sustituido en su cargo en la Pontificia Universidad Lateranense en Roma "porque sus ideas eran muy progresistas".   
“La base de todo —autocomenta Bugnini— era la acusación de “progresista”, “extremista” e “iconoclasta” (...) acusaciones lanzadas de vez en cuando en la S. Congregación de Ritos, o en la de Seminarios, o en la del Santo Oficio». 
El Concilio Vaticano II aprobó la Constitución Sacrosanctum Concilium el 4 de diciembre de 1963. El 3 de enero de 1964, el Papa  Pablo VI nombró a Bugnini como secretario, junto con el cardenal Lercaro, de Consilium ad exequendam Constitutionem de Sacra Liturgia y en mayo de 1969 fue nombrado secretario de la Congregación para el Culto Divino.

Para Bugnini, todos los que se oponían a la reforma fueron tratados incluso como enemigos de la Iglesia:
«La reforma litúrgica encontró en su camino otro obstáculo: la oposición (...) Se aferraban al pasado, luchando sistemáticamente contra la reforma. (...) Se trataba de personas ajenas, e incluso abiertamente hostiles, al cristianismo. Su único deseo era que la Iglesia defendiera un patrimonio cultural, sin que les preocupara en absoluto su misión de llevar los hombres a Cristo».
Bugnini califica a la liturgia tradicional de:
«“la noche oscura” de un culto sin rostro y sin luz».

## Carrera episcopal y diplomática
Fue nombrado arzobispo titular de Diocleziana el 6 de enero de 1972, y recibió la ordenación episcopal del papa Pablo VI el 13 de febrero siguiente.
Había sospechas bastante fundadas, las que persisten hasta el día de hoy, de que estaba relacionado con la Francmasonería. Esto se debe a que se halló documentación altamente comprometedora que daba cuenta de una comunicación y relación bastante estrecha e inusual de un prelado católico con miembros de la Francmasonería. Estos respaldos documentales fueron puestos a disposición del papa Pablo VI, urgiéndolo a que tomara rápidamente cartas en el asunto.
El 11 de julio de 1975 se produjo la fusión de la Sagrada Congregación de los Sacramentos y la del Culto Divino, en la Congregación para el Culto Divino y la Disciplina de los Sacramentos. Mons. Bugnini no fue confirmado en el cargo de Secretario.
El 4 de enero de 1976 Bugnini fue asignado como diplomático pro-nuncio en Irán.
Bugnini murió en Roma el 3 de julio de 1982.

## Controversias
La frecuentemente repetida acusación de que Bugnini era masón, fue publicada por primera vez por el ensayista italiano Tito Casini en su libro Nel Fumo di Satana. Verso l'ultimo scontro (Florencia: Il carro di San Giovanni, 1976). 
Casini afirmó que, según una fuente anónima, Bugnini dejó olvidado un maletín en una sala de conferencias. Cuando alguien lo encontró e intentó identificar al propietario, dentro había documentos incriminatorios. El escritor inglés Michael Davies afirmó que el envío de Bugnini a Irán como nuncio por parte del Papa Pablo VI se debió a esta supuesta revelación de la afiliación masónica de Bugnini, aunque la tarea de su congregación post-Vaticano II acababa de completarse (supra).  
Davies afirmó además que un cardenal conservador anónimo, que ha sido referido por diversas fuentes como el cardenal Dino Staffa, le había dicho en 1975 que había visto sobre el escritorio del Papa un "expediente" que contenía pruebas de la conexión masónica de Bugnini.  
El arzobispo Bugnini escribió una carta al Papa el 22 de octubre de 1975 negando cualquier relación con la masonería o cualquier conocimiento de su naturaleza o sus objetivos. El Papa no respondió. Esto tiene cierta importancia en vista de su estrecha y frecuente colaboración desde 1964. La gran estima personal que el Papa había sentido por el Arzobispo queda demostrada por su decisión de nombrarlo Secretario del Consilium y más tarde de la Sagrada Congregación para el Culto Divino, a pesar de las acciones adoptadas en su contra durante el pontificado anterior.  
Es también muy significativo que el Vaticano nunca haya dado ninguna razón para el despido del arzobispo Bugnini, a pesar de la sensación que causó, y nunca haya negado las acusaciones de afiliación masónica. Si tal afiliación no hubiera estado involucrada en el despido de Mons. Bugnini, habría sido escandaloso por parte del Vaticano permitir que la acusación se hiciera en público sin decir siquiera una palabra para exonerar al Arzobispo.  

En el contexto de una entrevista de 1996 en la que Alcuin Reid, O.S.B., preguntó al Cardenal Alfons Maria Stickler, S.D.B., bibliotecario del Vaticano, si creía que Bugnini había sido masón, y si este fue el motivo por el que Pablo VI lo destituyó: 
“No”, contestó el Cardenal, “fue algo mucho peor”.
Pero el cardenal Stickler no quiso revelar qué era aquello y, francamente, el concepto de algo “mucho peor” que ser masón ofrece aterradoras perspectivas a la imaginación.

## Libros escritos por Bugnini
- "La Iglesia en Irán"
- "La Reforma de la Liturgia 1948-1975."

| Predecesor: Enrico Dante | Maestro de las Celebraciones Litúrgicas Pontificias 1968 – 9 de enero de 1970 | Sucesor: Virgilio Noè |